# NHK秋月テレビ中継局
NHK秋月テレビ中継局（エヌエイチケイあきつきテレビちゅうけいきょく）は、福岡県朝倉市に置かれていたNHK福岡放送局のテレビ中継局である。

## 概要
- 当テレビ中継放送所は、市北部の秋月野鳥地区に置かれ、該当地区などへ電波を発射していた。
- なお、在福民放テレビ局は、九千部山・久留米中継局などの放送エリアのめやすになる[要出典]。

## 開局年月日
- 1966年（昭和41年）12月25日

## 送信施設概要

### 地上デジタルテレビ放送
| リモコンキーID | 放送局名 | チャンネル | 空中線電力 | ERP | 放送対象地域 | 放送区域内世帯数 |
| 非該当         |          |            |            |     |              |                  |

### 地上アナログテレビ放送
| 放送局名          | チャンネル | 空中線電力        | ERP               | 放送対象地域 | 放送区域内世帯数 |
| NHK福岡教育テレビ | 50ch       | 映像3W /音声750mW | 映像185W /音声46W | 全国放送     | -                |
| NHK福岡総合テレビ | 53ch       | 映像3W /音声750mW | 映像185W /音声46W | 福岡県西部   | -                |

- 2011年7月24日廃局。